# أوتيس تايلور
أوتيس تايلور (بالإنجليزية: Otis Taylor) هو كاتب أغاني وموسيقي أمريكي، ولد في 30 يوليو 1948 في شيكاغو في الولايات المتحدة.

## وصلات خارجية
- الموقع الرسمي
- أوتيس تايلور على موقع IMDb (الإنجليزية)
- أوتيس تايلور على موقع ميوزك برينز (الإنجليزية)
- أوتيس تايلور على موقع ديسكوغز (الإنجليزية)
- أوتيس تايلور على موقع قاعدة بيانات الفيلم (الإنجليزية)